# Scytodes tertia
Scytodes tertia là một loài nhện trong họ Scytodidae.
Loài này thuộc chi Scytodes. Scytodes tertia được George Newbold Lawrence miêu tả năm 1927.